# Armin Brunner (Dirigent)
Armin Brunner (* 31. Januar 1933 in Zollikon, Kanton Zürich) ist ein Schweizer Dirigent und Medienschaffender.

## Leben
Armin Brunner absolvierte ein Musikstudium (16 Semester) an der Musikhochschule Zürich bei Paul Müller-Zürich (Dirigieren und Komposition/Kontrapunkt), Rudolf Wittelsbach (Theorie, Musikgeschichte), Erich Vollenwyder (Klavier), Walter Henrich (Violine/Viola) und Hans Rogner (Orchesterpraxis). Während des Studiums war er Assistent von Hans Rosbaud am Zürcher Opernhaus. Von 1953 bis 1973 fungierte er als Leiter der Neuen Zürcher Kammeroper, später der Schweizer Städte-Oper. Brunner gründete 1971 das Musikszenische Studio Zürich und war dessen Leiter bis 1983; auch war er Dirigent des Frauenfelder Oratorienchores.
Unter Brunners Leitung kamen u. a. Natascha Ungeheuer (Hans Werner Henze), Passion selon Sade (Sylvano Bussotti), Hymnen von Karlheinz Stockhausen u. v. a. zur schweizerischen Erstaufführung. Er veranstaltete zahlreiche Simultan- und Wandelkonzerte, das Zürcher 3 × 5-Stunden-Konzert, Musik für ein Gropius-Haus (für Porzellan-Rosenthal Selb), Musik für ein Kunsthaus (Aarau), In Sachen Beethoven, ton-werk, Die Musik der 20er-Jahre (Zürich, Theater 11) sowie die Wanderausstellung Das Schriftbild der Musik (zusammen mit Fritz Muggler).

### Fernsehen DRS / Musik + Ballett
1973 kam Brunner zum Schweizer Fernsehen DRS (als redaktioneller Mitarbeiter). Von 1979 bis 1998 war er Musikchef des Fernsehens DRS. Zusammen mit Fernsehregisseur Adrian Marthaler realisierte Brunner die sog. «narrativen» Musikproduktionen, ausserdem die zyklischen TV-Produktionen über Arthur Honegger, Othmar Schoeck, Mauricio Kagel sowie den Heinz-Spoerli-Ballettzyklus. Brunner hat beim DRS die Reihe der Musikalischen Meditationen ins Leben gerufen, in denen kritische Zeitgenossen (wie Wolfgang Hildesheimer, Eugen Drewermann, Wolf Biermann, Günter Wallraff, Christa Wolf, Adolf Muschg, der Dalai Lama, Martin Walser, Peter Bichsel, Hans Küng, Franz Hohler u. a.) den Texten klassischer Oratorien «widersprechen».
Für die Alte Oper Frankfurt konzipierte und realisierte Brunner 1990 das musikalische Grossereignis Das Frankfurter Sonoptikum – die Musik eines Jahrhunderts. 1993 wurde das mediale Ereignis mit einem neuen Konzept (Zauber und Gegenzauber) wiederholt. Für die Grossbank UBS entwickelte er 1996 die Arena-Konzerte.
Im Auftrag der Stadt Frankfurt am Main gestaltete er Brunner am 28. August 1999 unter dem Motto Goethe in der Welt – die Welt in Frankfurt die Feier zum 250. Geburtstag von Johann Wolfgang von Goethe.
Im März 2000 fand unter dem Titel Kongress der Stimmen die von Brunner konzipierte Gesamteröffnung des Kultur- und Kongresszentrums Luzern (KKL) statt. Von Sommer 2000 bis ins Jahr 2009 hatte Brunner die künstlerische Leitung der traditionsreichen Klubhaus-Konzerte des Migros-Kulturprozents inne.

## Auszeichnungen (Auswahl)
- 1983: Zürcher Fernsehpreis (ad personam)
- 1986: Goldene Ehrenmedaille der Zürcher Regierung
- 1985: Ehrendoktor der Universität Osnabrück[5]
- 1993: Europäischer Medien- und Kommunikationspreis der Fördergemeinschaft der Europäischen Wirtschaft
- 1997: Die von Brunner geleitete Redaktion «Musik und Ballett» von Schweizer Fernsehen DRS wurde mit rund 30 regionalen, nationalen und internationalen Preisen und Auszeichnungen bedacht.

## Werke

### Stummfilme – neu vertont
Armin Brunner hat eine grosse Zahl von Stummfilmen neu vertont, d. h. «kompiliert», nach dem Prinzip der Stummfilm-Ära:

Carmen (Ernst Lubitsch), Nosferatu (Friedrich Wilhelm Murnau), Panzerkreuzer Potemkin (Sergei Michailowitsch Eisenstein ), Metropolis (Fritz Lang), Wilhelm Tell (1923) (Rudolf Dworsky), Das Cabinet des Dr. Caligari, The Mysterious Lady mit Greta Garbo u. a.

### Texte
- Kann Musik sichtbar werden? Musikverlag Sikorski, Hamburg 1988.
- Laudatio für Arvo Pärt. Gestaltung/Produktion: medienpark, Zürich 2005.
- Laudatio für Daniel Schnyder. Gestaltung/Produktion: medienpark, Zürich 2008.
- Laudatio für Fabian Müller. Gestaltung/Produktion: medienpark, Zürich 2012.
- Ein Glasstück am Wegesrand. Ein Beitrag zur Diskussion um Arvo Pärt. Jecklin, Zürich 1996.
- Musik aus dem Geist der Blockflöte. Vortrag in Davos, 1997. Jubiläumstagung 25 Jahre Forum Davos, Herausgeberin: Stiftung Forum Davos. Wissenschaftliches Studienzentrum März 1998.

## Videos
Die 21 «Musikalischen Meditationen» des Schweizer Fernsehens DRS (1985–2000), Dirigent: Armin Brunner:
- Kassette MM 1
  - Dorothee Sölle / Johann Sebastian Bach Wer hat dich so geschlagen?
  - Wolfgang Hildesheimer / Wolfgang Amadeus Mozart Herr, gib ihnen die ewige Ruhe nicht!
  - Günter Wallraff / Joseph Haydn Und macht euch die Erde Untertan!

- Kassette MM 2
  - Luise Rinser / Johann Sebastian Bach Die Mächtigen stürzt er vom Thron
  - Hans Küng / Wolfgang Amadeus Mozart Opium des Volkes?
  - Peter Bichsel / Wolfgang Amadeus Mozart Möchten sie Mozart gewesen sein?

- Kassette MM 3
  - Wolfgang Biermann / Johann Sebastian Bach Ich hatte viel Bekümmernis
  - Adolf Muschg / Wolfgang Amadeus Mozart Wo alles aufhört, beginnt das Spiel
  - Schalom Ben-Chorin / Johannes Brahms Ich lege meine Hand auf meinen Mund

- Kassette MM 4
  - Leonardo Boff / Johann Sebastian Bach Zum Kolumbusjahr 1992: 500 Jahre Amerika – eine Bussfeier für Europa
  - Johan Galtung / Johann Sebastian Bach Jesus oder Barabbas?
  - Margarete Mitscherlich / Gustav Mahler Das Unglück geschah nur mir allein

- Kassette MM 5
  - Eugen Drewermann / Felix Mendelssohn Herr, es wird Nacht um mich
  - Dalai Lama / Georg Friedrich Händel Jesus und Buddha
  - Friedrich Schorlemmer / Arvo Pärt Europa, hast du Ohren zu Hören?

- Kassette MM 6
  - Herta Müller / Franz Schubert Was glaubst du, wer du bist!
  - Ernesto Cardenal / Gustav Mahler Das Lied von der Erde
  - Othmar Keel / Arthur Honegger König David

- Kassette MM 7
  - Christa Wolf / Joseph Haydn Dünn ist die Decke der Zivilisation
  - Martin Walser / Franz Schubert Schüchternheit
  - Franz Hohler / Wolfgang Amadeus Mozart Antwortest Du Nichts?